# Marifjøra

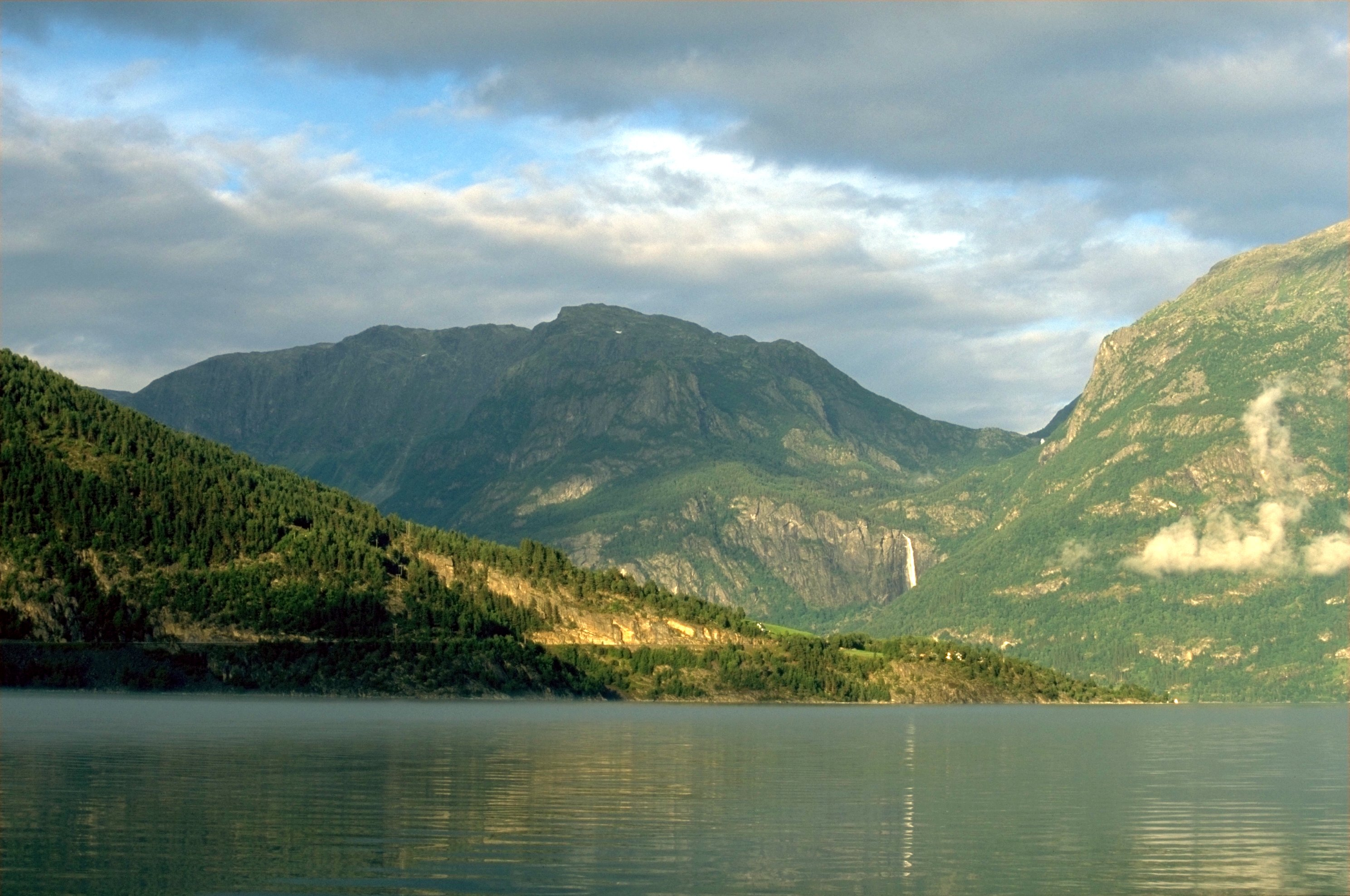
Blick von Marifjøra über den Sognefjord

Marifjøra ist eine Ortschaft und ein ehemaliger Handelsposten in der Kommune Luster in der norwegischen Provinz Vestland. Sie liegt am Gaupnefjord, eines Seitenarmes des Sognefjordes. Südöstlich erhebt sich der Berg Molden. Am Ort vorbei führt der Riksvei 55 der weiter östlich zur Touristenstraße Sognefjellsveien wird.
Der Name Marifjøra entstand aus dem altnordischen Mareimsfjara (marr – Pferd und heim – Heim). Die Endung –fjæra/fjøra bezeichnet den Bereich im Fjord, der zwischen Ebbe und Flut liegt.